# Argument de la no creença
L'argument de la no-creença o argument de l'ocultació divina és un argument filosòfic contra l'existència de Déu, específicament el déu del teisme.
La premissa de l'argument és que si Déu existís (i voldria que la humanitat ho sabés), hauria creat una situació en què qualsevol persona raonable cregués en ell, però, hi ha persones raonables que no creuen en déu, cosa que apunta contra de la seva existència.
Aquest argument és similar al clàssic problema del mal, en el qual s'afirma la inconsistència entre el món que existeix i el que hauria d'existir si déu tingués desitjos combinats amb el poder de veure mitjançant totes les coses. De fet, des que la ignorància de déu pot ser vista com un dimoni natural, el problema pot categoritzar-se com una instància del problema del dimoni.
L'argument apareix en el títol del llibre de J. L. Schellenberg Divine Hiddenness and Human Reason, editat el 1993, i ha estat apuntat també per altres filòsofs com Theodore Drange.